# Anselm Hüttenbrenner

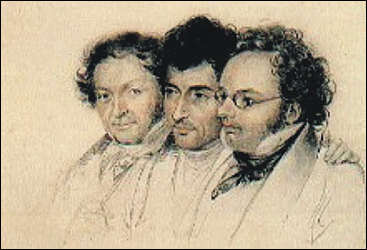
Els tres amics: (Johann Baptist Jenger, Anselm Hüttenbrenner i Franz Schubert (Josef Eduard Teltscher, 1827)

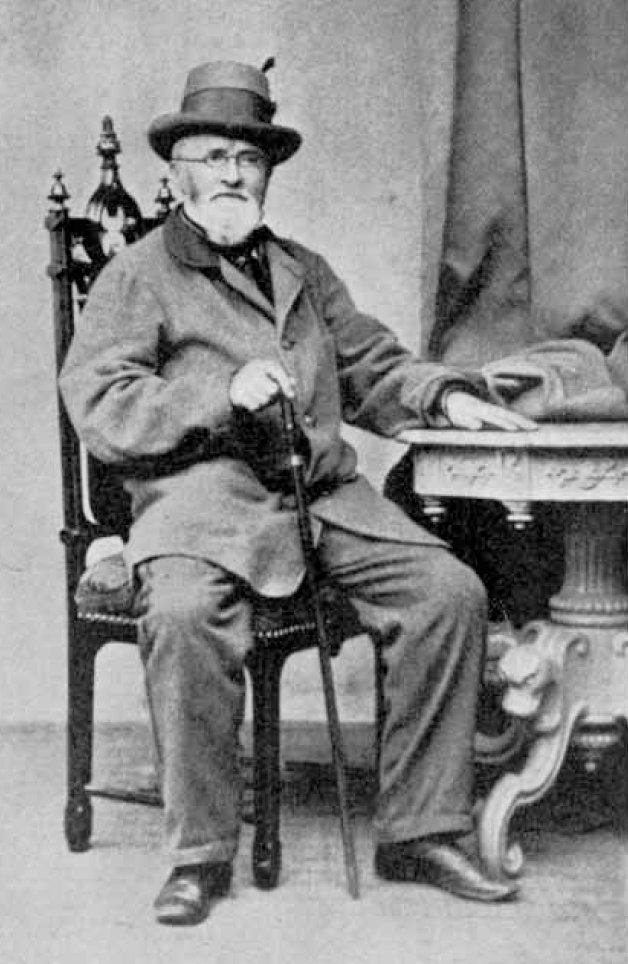
Fotografia d'Anselm Hüttenbrenner en els seus darrers anys.

Anselm Hüttenbrenner (13 d'octubre de 1794 - 5 de juny de 1868) va ser un compositor austríac del romanticisme. Va ser amic de Ludwig van Beethoven –amb qui va estar en el moment de la mort–, i de Franz Schubert. Les seves memòries sobre tots dos van ser recollides per Franz Liszt el 1854 (i, finalment, publicades en 1906) i constitueixen un document interessant però probablement no fiable en l'estudi biogràfic de Schubert.

## Biografia
Anselm Hüttenbrenner va néixer el 13 d'octubre de 1794 a la ciutat austríaca de Graz. Era fill d'un ric terratinent i va estudiar en el Graz Lyzeum i dret a la universitat de la ciutat; durant aquest temps també componia música. Va causar una gran impressió al comte Moritz von Fries per la seva habilitat com a pianista i, seguint els consells del comte, Hüttenbrenner es va traslladar a Viena l'abril de 1815 per estudiar amb Antonio Salieri. Ben aviat es va publicar la seva primera obra per a piano i veu i va acabar el Quartet per a corda, op. 3 el 1816. El 1818, va tornar a Graz, però retornar a Viena l'any següent, ja que aconseguí un lloc en una oficina governamental.
En 1821 va heretar el patrimoni familiar i va contreure matrimoni. Dos anys més tard, Schubert li va enviar el manuscrit de la Simfonia inacabada, a través del seu germà, Josef Hüttenbrenner. El manuscrit va romandre en mans de Hüttenbrenner fins que Johann von Herbeck el va visitar a Ober-Andritz (un llogaret a prop de Graz) el 1865 i s'emportà la partitura a Viena, on va dirigir la primera representació el desembre d'aquell mateix any.
Durant la seva estada es va fer amic de Beethoven i és famós perquè va estar al seu costat en el moment de la mort de Beethoven. En l'habitació només hi eren Hüttenbrenner i probablement la seva criada, Sali. Com a record, es va poder quedar amb un floc de cabells que actualment està guardat al Joanneum Universal Museum de Graz.
Hüttenbrenner va ostentar el càrrec de mestre de capella del Steiermärkischer Musikverein entre 1825 i 1829 i de 1831 fins a 1839. El seu Rèquiem en do menor que va ser interpretat en el funeral de Schubert el 23 desembre de 1828.
Va morir el 5 de juny de 1868 a Ober-Andritz, a l'edat de 73 anys.

## Obra
Dels manuscrits de les obres de Hüttenbrenner, alguns s'han perdut, però la majoria es van quedar en mans dels seus descendents fins a la seva donació, l'any 2007, a la Biblioteca Universitària de la Universitat de Música i Arts Escèniques de Graz, Àustria. Els manuscrits i totes les obres que figuren en el catàleg es poden examinar també en línia. La seva música destaca per la seva riquesa melòdica.